# Gare de Port-la-Nouvelle
Gare de Port-la-Nouvelle – stacja kolejowa w Port-la-Nouvelle, w departamencie Aude, w regionie Oksytania, we Francji.
Została otwarta w 1858 przez Compagnie des chemins de fer du Midi et du Canal latéral à la Garonne. Jest stacją Société nationale des chemins de fer français (SNCF), obsługiwaną przez pociągi regionalne TER Languedoc-Roussillon.